# Плосково (Солигаличский район)
Плосково — деревня в Солигаличском муниципальном округе Костромской области. Входит в состав Лосевского сельского поселения

## География
Находится в северо-западной части Костромской области на расстоянии приблизительно 9 км на юг-юго-восток по прямой от города Солигалич, административного центра района.

## История
В 1872 году здесь было отмечено 22 двора, в 1907 году—23.

## Население
Постоянное население составляло 105 человек, 107 (1897), 115 (1907), 3 в 2002 году (русские 100 %), 0 в 2022.